# Siegfried Kirschen
Siegfried Kirschen, né le 13 octobre 1943 à Chemnitz (Saxe - Reich allemand) et mort le 19 avril 2024 à Bad Saarow (Brandebourg), est un arbitre est-allemand de football, affilié à Francfort-sur-l'Oder.

## Carrière
Les faits marquants en tant qu'arbitre international : 
- Coupe d'Allemagne de l'Est de football 1979-1980 (finale)
- Coupe du monde de football de 1986 (2 matchs)
- Coupe UEFA 1986-1987 (match aller entre IFK Göteborg et Dundee United 1-1)
- Championnat d'Europe de football 1988 (1 match)
- Supercoupe de l'UEFA 1988 (match retour)
- Coupe du monde de football de 1990 (1 match)